# Creugas berlandi
Creugas berlandi är en spindelart som beskrevs av Alexandre B. Bonaldo 2000. Creugas berlandi ingår i släktet Creugas och familjen flinkspindlar.
Artens utbredningsområde är Ecuador. Inga underarter finns listade i Catalogue of Life.